# Værtsorganisme
Indenfor biologien er en værtsorganisme en organisme, der rummer en anden organisme, eksempelvis en virus eller en parasit.